# Negara
Negara – rzeka w Indonezji na Borneo, długość ok. 250 km, lewy dopływ rzeki Barito.
W środkowym biegu, w okolicy miasta Negara rezerwat Sungai Negara Wildlife Reserve z wieloma unikatowymi gatunkami fauny i flory; jego ozdobą są dzbaneczniki (Nepenthes boschiana).